# Rödelheim Hartreim Projekt
Rödelheim Hartreim Projekt (RHP) war eine deutschsprachige Hip-Hop-Band.

## Geschichte
Das Rödelheim Hartreim Projekt wurde 1993 von Moses Pelham und Thomas Hofmann gegründet und ist nach dem Frankfurter Stadtteil Rödelheim benannt. Zusammen mit Martin Haas und dessen Partner Robert Sattler arbeitete das Duo noch im selben Jahr am Debütalbum Direkt aus Rödelheim, das im darauf folgenden Jahr erschien und sich 1994 über 160.000-mal verkaufte. Beteiligt an diesem Album waren als Gäste die noch unbekannten Sabrina Setlur (als Schwester S.) und Xavier Naidoo.
Im Jahr 1996 erschien das zweite Studioalbum Zurück nach Rödelheim, von dem im Jahr des Erscheinens über 180.000 Exemplare abgesetzt wurden und das auf Platz 3 der deutschen Charts einstieg. An diesem Album sowie an dem Livealbum Live aus Rödelheim war der Gitarrist Marcus Deml als Gast beteiligt.
Trotz des Erfolgs löste sich die Band nach zwei Studioalben und einem Livealbum auf. Geplant war ein drittes Studioalbum mit dem Namen Odyssee in Rödelheim, das jedoch nie erschienen ist.
Zehn Jahre nach der Veröffentlichung wurde Direkt aus Rödelheim für mehr als 250.000 verkaufte Exemplare in Deutschland mit einer Goldenen Schallplatte ausgezeichnet.

## Diskografie

### Studioalben
| Jahr | Titel                 | Höchstplatzierung, Gesamtwochen, AuszeichnungChartplatzierungen (Jahr, Titel, Platzierungen, Wochen, Auszeichnungen, Anmerkungen) | Höchstplatzierung, Gesamtwochen, AuszeichnungChartplatzierungen (Jahr, Titel, Platzierungen, Wochen, Auszeichnungen, Anmerkungen) | Anmerkungen                                               |
| Jahr | Titel                 | DE | CH | Anmerkungen                                               |
| ---- | --------------------- | --- | --- | --------------------------------------------------------- |
| 1994 | Direkt aus Rödelheim  | DE31 Gold · (22 Wo.)DE | — | Erstveröffentlichung: 24. Januar 1994 Verkäufe: + 250.000 |
| 1996 | Zurück nach Rödelheim | DE3 (19 Wo.)DE | CH20 (12 Wo.)CH | Erstveröffentlichung: 26. Februar 1996                    |

### Livealben
| Jahr | Titel              | Höchstplatzierung, Gesamtwochen, AuszeichnungChartsChartplatzierungen (Jahr, Titel, Platzierungen, Wochen, Auszeichnungen, Anmerkungen) | Anmerkungen                           |
| Jahr | Titel              | DE | Anmerkungen                           |
| ---- | ------------------ | --- | ------------------------------------- |
| 1995 | Live aus Rödelheim | DE46 (8 Wo.)DE | Erstveröffentlichung: 27. August 1995 |

### Singles
| Jahr | Titel Album                                 | Höchstplatzierung, Gesamtwochen, AuszeichnungChartsChartplatzierungen (Jahr, Titel, Album, Platzierungen, Wochen, Auszeichnungen, Anmerkungen) | Anmerkungen                                                                         |
| Jahr | Titel Album                                 | DE | Anmerkungen                                                                         |
| ---- | ------------------------------------------- | --- | ----------------------------------------------------------------------------------- |
| 1995 | Ja klar S ist soweit                        | DE14 (18 Wo.)DE | Erstveröffentlichung: 6. Februar 1995 Schwester S. feat. Rödelheim Hartreim Projekt |
| 1996 | Höha, schnella, weita Zurück nach Rödelheim | DE30 (12 Wo.)DE | Erstveröffentlichung: 5. Februar 1996                                               |

Weitere Singles
- 1994: Reime
- 1994: Keine ist
- 1994: Wenn es nicht hart ist
- 1996: Türkisch
- 1996: Ich bin